# Carbetocina
Carbetocina (nombres comerciales Duratocin, Pabal, Lonactene) es un medicamento obstétrico usado para el control de la hemorragia postparto y el sangrado después del nacimiento, particularmente después de la operación cesárea. Es un análogo de la oxitocina de ocho aminoácidos (un octapeptido) y por tanto tiene una acción similar. La Carbetocina es un agonista de los receptores de la oxitocina con expresión periférica. La Carbetocina es producida por Ferring Pharmaceuticals y está disponible en Canadá y el Reino Unido, pero no en los Estados Unidos.

## Uso médico
La Carbetocina actúa como un medicamento oxitócico, antihemorrágico y uterotónico en el sistema nervioso periférico. La causa más común de hemorragia postparto es la pérdida del tono en el útero por sobredistensión o uso de un agente anestésico. La Carbetocina ha sido aprobada para usar inmediatamente después de una cesárea electiva cuando se ha administrado anestesia espinal o epidural. Dado que el útero no puede contraerse por sí después de la incisión durante una cesárea, la administración exógena de oxitocina o un análogo es necesario para restaurar el tono uterino y prevenir la hemorragia.
La seguridad de la carbetocina tras partos vaginales y cesáreas de emergencia no ha sido establecida, según los estudios se cree que la eficacia en partos vaginales sea similar a la observada cuando se administra después de cesáreas. Algunos estudios han demostrado que una dosis de 10-70 µg después del parto vaginal causa contracciones sin efectos secundarios adversos. También se ha demostrado que la carbetocina aumenta la involución uterina (el retorno del útero a su estado contraído después del nacimiento del bebé ) en los seres humanos, caballos y vacas.
La carbetocina también ha demostrado estimular la bajada de la leche a través de su acción sobre los receptores de oxitocina en las células mioepiteliales y no se ha encontrado una cantidad significativa de carbetocina en la leche materna.
Cada dosis de Duratocin contiene 100 microgramos de carbetocina, cloruro de sodio 9 mg y ácido acético. pH es 3,8 y el contenido de péptido es mayor que 85 por ciento.

## Farmacocinética
La carbetocina debe ser usada solamente en hospitales y por prescripción médica. Se puede administrar por vía intravenosa o por vía intramuscular, lo que resulta en comportamientos farmacocinéticos diferente. En ambos casos, la dosis recomendada para una mujer adulta promedio es 100 ug, la cual se administra lentamente durante un minuto. Los efectos contráctiles del útero son evidentes en dos minutos y se pueden observar durante aproximadamente una hora, la unión máxima a los receptores se produce aproximadamente 30 minutos después de la inyección intramuscular. La administración se realiza inmediatamente después del parto para minimizar el riesgo de hemorragia postparto mediante la inducción de las contracciones uterinas, lo que aumenta el tono muscular y la viscosidad de la sangre. La administración puede realizarse solo una vez; administraciones adicionales podrían ser riesgosas. Si se necesita más estimulación uterina, se debe utilizar el tratamiento con otras formas de fármacos uterotónicos oxitócicos.
Tanto la oxitocina endógena como la sintética tienen una vida media de aproximadamente 3.5 minutos. Tanto la oxitocina endógena como la sintética tienen una vida media de aproximadamente 3,5 minutos. La dosis biodisponible es de alrededor de 80%. La vida media de eliminación tras la administración intravenosa es de alrededor de 40 minutos, aunque el mecanismo de eliminación no se conoce por completo. Los estudios han demostrado que la eliminación es solo mínimamente renal (0,7%), pero pueden ocurrir al menos parcialmente a través de la degradación enzimática de péptidos, principalmente en el extremo C-terminal. Ni la eliminación, ni el volumen de distribución son dosis dependiente de la dosis.

## Mecanismo de acción
La carbetocina actúa como un agonista de los receptores de oxitocina periféricos, particularmente en el miometrio, con menor afinidad por células mioepiteliales. Los receptores de oxitocina están acoplados a la proteína G y su mecanismo de acción involucra la acción de segundos mensajeros y la producción de fosfatos de inositol. La carbetocina imita este mecanismo. La unión para carbetocina y otros agonistas de la oxitocina ha demostrado que es no selectiva en la terminal- N extracelular y los circuitos E2 y E3. Mientras que el receptor de oxitocina muestra igual afinidad por la oxitocina y por la carbetocina, el efecto biológico de la carbetocina es casi el 50% que el de la oxitocina endógena o exógena. La carbetocina tiene un efecto mucho más duradero que la oxitocina, por lo que requiere solo una dosis única. La carbetocina inhibe la liberación de oxitocina endógena, interrumpiendo el circuito de retroalimentación uterina con el hipotálamo y la disminución de ambas, la oxitocina central y la periférica.
Durante el embarazo, la síntesis de receptores de oxitocina en el útero aumenta considerablemente, alcanzando un pico durante el parto. En consecuencia, la administración de carbetocina u otro análogo de oxitocina durante o inmediatamente después del nacimiento tendrá un efecto uterotónico y contráctil incrementado. La aplicación de carbetocina no afecta el útero no gestante con una menor expresión de receptores de oxitocina. La carbetocina funciona también para aumentar la viscosidad de la sangre, contribuyendo a prevenir la hemorragia posparto. Carbetocina no debe utilizarse para inducir o aumentar el trabajo de parto debido a que podría causar dificultad respiratoria o cardiaca a la madre o el bebé.

## Interacciones con otros medicamentos y sistemas neurotransmisores
Debido a la estrecha analogía de secuencia con la vasopresina, los análogos de oxitocina a menudo se unen con una afinidad mucho más baja que la vasopresina con los receptores V1, en el revestimiento del útero, y V2, en los riñones y por lo tanto pueden tener interacciones o interrumpir los circuitos de vasopresina y circuitos de retroalimentación.
Los carbetocina puede actuar sinérgicamente con fármacos como dinoprostona y misoprostol que maduran el cuello uterino. El uso concomitante de estos medicamentos puede ser peligroso, especialmente durante el embarazo y el cuidado prenatal, lo que puede causar un parto prematuro o aborto.

## Eventos adversos
De diez a cuarenta por ciento de los pacientes experimentan náuseas, vómitos, dolor abdominal, picazón de la piel, aumento de la temperatura corporal, temblores y debilidad. De uno a cinco por ciento de los pacientes pueden experimentar dolor en el pecho y la espalda, mareos, anemia, escalofríos y sudoración, sabor metálico, taquicardia y dificultad respiratoria.
Las contraindicaciones para el uso de carbetocina incluyen uso a destiempo durante el parto (como antes del parto o para inducir el parto) o reacciones alérgicas a carbetocina u otros homólogos de oxitocina. Además, la carbetocina no debe utilizarse si un paciente tiene la presión arterial alta o problemas cardiovasculares. La sobredosis o el uso repetido de carbetocina, sobre todo si se utiliza durante el embarazo, puede causar hiper-excitación de los receptores de oxitocina que resulta en la estimulación excesiva y prolongada de las contracciones uterinas, lo que aumenta el riesgo de ruptura uterina, desprendimiento de la placenta, dificultad respiratoria fetal y hemorragia posparto.

## Comparación con otros medicamentos
Debido al mayor tiempo de duración de la vida media de la carbetocina, sus efectos duran más que otros homólogos oxitocina como Pitocin o barusiban. Una sola administración de carbetocina en comparación con placebo o un goteo intravenoso de ocho horas de la oxitocina en un estudio ciego, aleatorizado, hizo que las pacientes necesitaran significativamente menos terapia con oxitocina después de una cesárea. Antagonistas del receptor de oxitocina, tales como Barusiban o atosiban tienen el efecto contrario de deprimir la actividad del receptor de oxitocina y se puede utilizar para detener las contracciones del parto y uterinas prematuras.

## Aprobación legal
La carbetocina ha sido aprobada para su uso bajo los siguientes nombres comerciales en 23 países, sin incluir los Estados Unidos: Duratocin (Argentina, Australia, Baréin, Canadá, China, Hong Kong, Italia, Malaysia, Singapur, Nueva Zelanda), Lonactene (México), y Pabal (Austria, Bélgica, Suiza, Alemania, Estonia, Francia, UK, Hungría, Lituania, Luxemburgo). Duratocin también ha sido aprobado para uso veterinario en Polonia, Alemania, Italia, Bélgica, Luxemburgo, Francia y Holanda.